# Guilhem Peyre
Cet article possède un paronyme, voir Guillaume de Peyre.
Guilhem Peyre (ou Guillaume V Pierre de Brens ou Guilhem Peire ou Guillelmus Petri), mort en 1230, est un ecclésiastique catholique français. Il est évêque d'Albi entre 1185 et 1227. 
Son épiscopat est marqué par le catharisme et de la Croisade contre les Albigeois, durant laquelle il préserve Albi des combats par une politique de bascule entre les croisés et la Maison de Toulouse. Il profite des troubles pour accroître l'autonomie de la ville en récupérant à son profit le pouvoir des vicomtes Trencavel.

## Biographie

### Famille et formation
Guilhem Peyre est issu d'une famille de l'aristocratie locale. Son cousin, Guilhem Peyre de Brens, est seigneur de Lavaur et sénéchal de l'Albigeois pour le vicomte Roger II Trencavel.
Chanoine de la collégiale Saint-Salvi après son ordination, il est ensuite promu prévôt de la cathédrale Sainte-Cécile. En 1185, il est élu par le chapitre cathédral évêque d'Albi.

### Évêque d'Albi

#### Administration du diocèse
Une de ses premières actions en tant qu'évêque est de restaurer l'autonomie et le statut de la collégiale Saint-Salvi où il a fait ses débuts. En effet, cette dernière est punie depuis 1132 en raison du soutien de l'évêque Humbert au schisme du pape Anaclet. Guilhem Peyre obtient que la collégiale retrouve son ancienne autonomie en étant gouvernée par un prévôt élu par ses membres.
Concernant la sécurité dans la ville, il convoque et préside en 1188 une assemblée de 288 prud'hommes qui alourdit fortement le code pénal : suppression du droit d'asile dans les sanctuaires pour les meurtriers, peine de mort possible pour coups et blessures, les proches parents peuvent répondre pour les criminels fuyards et assimilation des vols par effraction à des homicides. Ce faisant, il se donne le pouvoir d'établir seul avec les prud'hommes la coutume en matière pénale, au détriment du vicomte Roger II Trencavel dont dépend Albi.
Concernant la sécurité du diocèse, il relance l'ancienne institution de la Paix et de la Trêve de Dieu. Il réunit en 1191 la noblesse, la bourgeoisie, le clergé et la paysannerie à Albi où les vicomtes d'Albi et de Lautrec s'alignent sur les positions du comte de Toulouse qui est leur suzerain. Les participants s'engagent sur les huit points suivants parmi lesquels :

« 1°. Les églises, les monastères, les lieux saints, les clercs, les marchands, les chasseurs, les pêcheurs, les chevaliers, les bourgeois, les païsans, et généralement tous les habitants du diocèse d'Albi avec tous leurs biens sont compris dans la paix, et tenus de la garder entr'eux. [...] 6°. Les prêtres et les Curez avertiront leurs paroissiens d'observer cette paix pendant cinq ans ; ils leur feront prêter serment sur les saints évangiles, et déclareront excommuniez ceux qui refuseront d'en observer les conditions. 7°. On payera au comte et à l'évêque pour le soutien de cette paix un septier de grain par charrue, dix deniers monnaye d'Albi pour chaque bête de charge et six deniers pour chaque âne ou ânesse. [...] »

Cette paix entérine les gains de pouvoir de l'évêque face au vicomte avec la perception de la moitié de ce nouvel impôt nommé  « pesade » - l'autre moitié revenant au comte de Toulouse- ou encore la possibilité de fixer le droit pénal. En 1194, peu avant le décès du vicomte Roger II Trencavel, un nouveau règlement précise l'étendue des pouvoirs de Guilhem Peyre : le vicomte conserve le Castelviel - quartier historique des seigneurs de la ville -, le faubourg du Puech Amadenc et les revenus du pont tandis que l'évêque récupère l'ensemble des fiefs des chevaliers dont il est le seigneur direct. Après la mort du vicomte, Guilhem profite de la minorité de son fils Raimond-Roger Trencavel pour accroître encore ses pouvoirs sur Albi - par exemple, en 1201, le nouveau vicomte renonce à tous les droits qu'il détient sur les églises d'Albi.
En 1205, à la demande du chapitre de Sainte-Cécile, il redevient prévôt de la cathédrale, cumulant cette charge avec son épiscopat.
En 1220, en guise de remerciements pour les prud'hommes de la ville avec lesquels il a toujours œuvré pour détacher la ville de l'influence des comtes de Toulouse et des vicomtes Trencavel, il accorde une charte de franchise aux Albigeois, qui attribue à la cité de nouvelles libertés et un sceau. La charte consacre les droits acquis jusqu'alors, dont la liberté de corps et la liberté de biens, la fixation du tarif des peines ou la disparition des droits seigneuriaux, réduisant fortement les possibilités de décisions arbitraires. Les Albigeois peuvent ainsi se transmettre des biens par héritage, les seuls héritages qui reviennent à l'évêque proviennent alors d'habitants morts sans testament et sans hériter. Après une lente gestation entre 1213 et 1220, un consulat dirige la ville dès 1220.

#### Attitude face au catharisme et lors de la croisade contre les Albigeois
Face au développement du catharisme dans l'Albigeois - son propre cousin sénéchal de l'Albigeois tout comme Roger II Trencavel sont cathares - Guilhem adopte un rôle conciliateur, essayant de faire revenir ses fidèles dans le chemin de l'orthodoxie plutôt que d'inquisiteur, rôle que le pape Lucius III attendait de ses prélats. Pour illustrer son attitude face aux cathares, Guillaume de Puylaurens raconte ce dialogue entre Guilhem Peyre et un hérétique que l'évêque questionne ainsi : 

« - Croyez-vous, ajouta l'Evêque, qu'Abel, tué par son frère Caïn, que Noé sauvé du déluge, qu'Abraham, que Moïse, David, les prophètes avant la venue du Messie aient été sauvés?
L'hérétique répondant franchement qu'aucun n'était sauvé. L'évêque, continuant son interrogatoire, lui demanda :
- Et Guillaume Pierre de Brens [son cousin, cathare], est-il sauvé?
- Oui, répondit Sicard, car il est mort hérétique.
- Je vous le déclare, reprit le prélat, Nous voyons se renouveler entre nous, Sicard, ce qu'il s'est passé au bourg de Saint-Marcel. Il y était arrivé un nouveau médecin de Salerne, à qui l'on présenta deux malades. Quand il les eut examinés, il jugea d'après les symptômes qu'il crut fondés, que l'un mourrait au milieu de la nuit et que l'autre guérirait. Or il arriva tout le contraire : celui qui devait mourir vécut, et l'autre trépassa. «Je comprends, dit le médecin, que j'ai étudié tout de travers : je vais me remettre au travail et lire comme il faut tout ce que j'ai lu à rebours». Il en est de même pour vous Sicard, vous avez lu les livres saints tout de travers puisque vous damnez des personnages qui ont pour eux Dieu et l'Écriture, et que vous sauvez un homme, qui n'a pour toute œuvre de sa vie que la rapine et les mauvaises actions. Il est donc bon que vous relisiez comme il faut, ce que vous avez lu à rebours jusqu'à présent. »

Dès 1208, lors de la première partie de la croisade contre les Albigeois, les deux diocésains d'Albi sont engagés dans deux camps opposés : alors que le comte de Toulouse Raymond VI soutient la croisade, le vicomte Raimond-Roger Trencavel la combat. Ce dernier est battu par Simon de Montfort à Béziers puis à Carcassonne où il meurt en 1209. Guilhem accueille alors à Albi, Simon de Montfort victorieux et possédant désormais les titres des Trencavel, vicomte d'Albi et de Béziers. En 1209, alors que plusieurs villes se rebellent contre Simon de Montfort, il convainc les Albigeois de continuer à soutenir la croisade et envoie régulièrement des hommes aider les croisés (par exemple en 1211 lors du siège de Lavaur, du premier siège de Toulouse et du siège de Castelnaudary). En 1211, grâce à Guilhem, Simon de Montfort récupère les places fortes de Montaigu, Gaillac, Cahusac, la Garde, Puycelci, Laguépie et Saint-Antoine. Albi ravitaille les croisés durant le siège de Saint-Marcel au printemps 1212 . Simon de Montfort lève le siège de cette ville le 24 mars 1212, la veille de Pâques, pour assister aux célébrations dirigées par Guilhem à Sainte-Cécile à Albi. En échange du soutien de l'évêque, le 3 avril 1212, le croisé donne les fiefs de Marssac et Rouffiac à Guilhem qu'il avait récupéré aux Trencavel ainsi que le pouvoir du vicomte sur la ville « sauf ses droits régaliens », Simon de Montfort ne conservant que ses droits sur le Castelvieil, quartier historique des seigneurs de la ville. Guilhem Peyre cumule alors les pouvoirs spirituel et temporel sur Albi,. Il assiste en 1213 au concile de Lavaur qui condamne Raimond VI tout comme au concile de Latran en 1215 qui proclame Simon de Montfort comte de Toulouse et déchoit Raymond VI. 
Alors que la croisade s'essouffle après la mort de Simon de Montfort lors du deuxième siège de Toulouse et que son fils Amaury est fragilisé, Guilhem Peyre change son fusil d'épaule à partir de 1216. Ainsi, en 1224, il se rallie au nouveau comte de Toulouse Raymond VII auquel les prud'hommes albigeois jurent fidélité. Les milices d'Albi vont aider le nouveau vicomte Raimond II Trencavel, fils du défunt Raimond-Roger, lors du siège de Lombers où des croisés se sont retranchés. En retour, le  vicomte de Carcassonne reconnait la seigneurie d'Albi, tous les avantages préalablement accordés à Guilhem Peyre et accorde une exemption totale de « tailles, toltes, quêtes, péages et leudes », entérinant tous les acquis de l'évêque depuis plus de 15 ans. Pour remercier leur évêque d'avoir préservé Albi des combats, les consuls de la ville remercient publiquement Guilhem le jour de Noël 1221 avant de l'accompagner pour le sermon de sa résidence à Sainte-Cécile. Cette cérémonie sera ensuite répété tous les ans par les magistrats - qui la nomment « révérence »alors que les évêques la qualifient « d'hommage ».
Guilhem Peyre assiste au printemps 1225 au concile de Bourges réuni par le légat du pape pour préparer la croisade du roi de France Louis VIII contre Trencavel et le comte de Toulouse. Il rend alors l'hommage d'Albi à l'archevêque de Bourges, Simon de Sully, dont dépend Albi, soutenant de nouveau la croisade. Au printemps 1226, après l'entrée pour la deuxième croisade de Louis VIII, et alors que toutes les villes du Midi apportent leur soumission, Guilhem Peyre apporte celle d'Albi au souverain qui charge les prélats venus à sa rencontre de dispenser ses pardons. Sur la route du retour en France, le roi s'arrête à l'automne à Albi où il est l'hôte de Guilhem. Après la mort du roi Louis VIII le 8 novembre 1226 à Montpensier, Raymond VII et ses vassaux en profitent pour tenter de reprendre le terrain perdu, s'opposant à Humbert V de Beaujeau, nommé par le défunt roi gouverneur du Languedoc. Durant cette période, Guilhem Peyre réussit à maintenir Albi dans le giron royal avec le traité de ligue qu'il forme avec les chanoines de Sainte-Cécile, les principaux habitants d'Albi, le vicomte de Lautrec et le prévôt de la collégiale Saint-Salvi. Ce traité contient la promesse d'entraide mutuelle faite au sénéchal en Albigeois pour le roi de France « sauf fidélité due à l'Église et au seigneur roi de France ».

### Démission et mort
Son attitude et ses changements d'alliance lors de cette croisade fragilisent Guilhem Peyre à Rome. Ainsi, dès la mort de Simon de Montfort en 1218, alors que les fidèles du comte de Toulouse reconquièrent le bourg de Lescure confié à Guilhem Peyre, le pape Honorius III confie à son légat le 16 novembre 1218 : 

« Tant de rumeurs nous parviennent touchant les comportements sinistres de notre vénérable frère Guilhem, évêque d'Albi, que nous ne pouvons pas les céder plus longtemps. Eu égard à son grand âge, usant de ménagements paternels, nous nous arrêtons à ce parti... Qu'il dépose spontanément son fardeau et qu'il passe les jours qui lui restent à s'offrir au Seigneur en sacrifice du soir. Ainsi son Église, qui a tant langui et qui languit encore au spirituel comme au temporel à son ombre, pourra respirer. Sinon, qu'il ne mette pas un instant en doute que Nous abattrons dans la vigne du Seigneur cet arbre stérile. »

Après s'être excusé auprès du Saint-Siège de ne pas pouvoir suivre toutes leurs instructions, il est maintenu à son poste. En 1224, Rome l'envoie à Cahors pour aider à la résolution d'une querelle entre l'évêque, comte de la ville, et les consuls, preuve que son sens politique est encore reconnu. 
Il remet sa démission d'évêque au cardinal légat en 1227 - peu de temps après avoir remise celle de la prévôté - après plus de 42 années d'épiscopat et 20 ans de cumul avec la prévôté de la cathédrale Sainte-Cécile. En raison de la situation religieuse de la région, après avoir accepté la démission de Guilhem Peyre, le pape Grégoire IX ordonne le 20 décembre 1927 qu'un nouvel évêque soit élu à Albi sous 15 jours, sans quoi ce dernier pourrait être nommé par l'archevêque de Bourges. Le 14 avril 1228, l'archidiacre de Sancerre, Durand de Beaucaire est élu évêque d'Albi par trois députés ayant rencontré l'archevêque de Bourges - Guilhem n'ayant pas pu faire le déplacement.
Alors que son successeur, entre dans Albi en juillet 1228. Guilhem Peyre se retire dans la ville où il meurt en 1230. Il est inhumé dans la cathédrale Sainte-Cécile, et non pas dans la cathédrale Saint-Salvi, comme c'était alors la norme pour les évêques.